# Minifoci
A minifoci egy magyar ötleten alapuló labdajáték, melyet 35 × 21 méteres pályán, 4 × 13 perc játékidővel 4 vagy 5 játékos játszik, a kapu mérete 2,5 × 1 méter. A labda mérete 4-es focilabda.

## Története
Az 1940-es években már játszották Magyarországon. Ez a játék nem más, mint a jól ismert „pulykázás”. Az 1950-es évek elején két jó barát, Gaal Endre és Puskás Ferenc rendszeresen játszották ezt a játékot, de akkor még nem minifocinak nevezték.
Az ötlet talán egy baleset következménye, amikor a Margitszigeten játszó két barát véletlenül megütött a labdával egy gyermekét etető anyát, aki ennek következtében megsérült az arcán. Akkor Puskás Ferenctől jött az ötlet, hogy a kapuba a labdát csak gurítva lehet berúgni. 
A két barát két különböző országba került. Gaal Endre Belgiumban telepedett le, és itt folytatta a minifocit, a helyi másodosztályú AA Gent, Cercle Brugge és SK Deinze labdarúgó-csapatoknál. Egyre többen játszották ezt a technikás játékot, de labda egy kicsit mindig jobban pattant, mint ahogy kellett volna. Gaal Endre eközben elvégezte a testnevelési egyetemet, majd testnevelési tanárként folytatta. Természetesen a minifocit mindenütt alkalmazta a tanítása során, és egyre nagyobb sikereket ért el. Ekkor a B.L.O.S.O., a belga sportminisztériumban általános igazgatóként dolgozó Arnold Lams – aki a Testnevelési Egyetemen a tanára volt Gaal Endrének – biztatta a fiatal testnevelőt, hogy szabadidős sportként terjessze a minifocit. 1962-ben már 62 csapat játszotta rendszeresen.

## Nemzeti Minifotball-szövetség
1968 decemberében André Van Herpe és testvére, Gilbert, valamint Gaal Endre megalapították az NOMB-t (Nationale Onafhankelijke Minivoetbalbond), vagyis a Nemzeti Minifotball-szövetséget Belgiumban. A belga nemzeti minisztérium, a BLOSO a R.5.37 számon regisztrálta a szövetséget.
A szövetség struktúrája 1983-ban:
- nemzeti bajnokságok: 1e, 2e, 3e, A és B, 4e csoportban
- regionális bajnokságok Kelet- és Nyugat-Flandriában
- privát sportcsarnokok építésének segítése annak érdekében, hogy a minifoci minél szélesebb rétegekhez el tudjon jutni, és ezáltal a szabadidő hasznos eltöltéséhez járuljon hozzá
- ifjúsági csapatok részére kiírt bajnokságok, iskolai bajnokságok
- idősek részére kiírt bajnokságok, 35 év felett
- nők részére kiírt bajnokságok.

## Szabályok
A főbb szabályok: játéktér: 35 × 21 méteres pálya, 4 × 13 perc játékidő, 4 vagy 5 játékos, a kapu mérete 2,5 × 1 méter. A labda mérete 4-es focilabda, egy speciális labda, amely olyan tulajdonságokkal rendelkezik, mint a rendes labda a füvön, vagyis ha a teremben egy méterről leejtik, akkor csak olyan magasra pattanhat vissza, mint a rendes labda a füvön. Az első labdákat az Adidas céget alapító Adolf Dassler és Rudolf Dassler testvérpár kísérletezte ki, úgy, hogy a labda külső részére szivacsborítás került. Ez azonban nem volt valami tartós, mert a szivacs hamar összeállt, és a labda a teremben nem gurult rendesen, hanem pattogni kezdett. Ekkor Gaal Endre javaslatára a szivacs belülre került. Így készült el a szivaccsal bélelt labda, amely már tökéletesre sikerült, és nem véletlenül a híres Mikasa cég kezdte gyártani.